# New Windsor (Maryland)
New Windsor – miasto w Stanach Zjednoczonych, w stanie Maryland, w hrabstwie Carroll.